# Mont Liamuiga
Le mont Liamuiga, anciennement mont Misery, en anglais Mount Liamuiga et Mount Misery, est un stratovolcan de Saint-Christophe-et-Niévès situé dans la partie ouest de l'île de Saint-Christophe. Avec 1 156 mètres d'altitude, il constitue le point culminant de l'île et du pays.
Le sommet est surmonté d'un cratère d'un kilomètre de large, qui contenait un lac de cratère peu profond jusqu'en 1959. Depuis 2006, le lac du cratère s'est reformé. Les dernières éruptions vérifiées du volcan datent d'environ 1 800 ans. Les éruptions de 1692 et 1843 sont considérées comme incertaines.
Le nouveau nom Liamuiga date de l'indépendance de Saint-Christophe-et-Niévès le 19 septembre 1983. Cependant, les personnes les plus âgées se réfèrent toujours au mont Misery. Le nom de Liamuiga est dérivé du nom caraïbe qui signifie « terre fertile ».
Les coteaux de la montagne sont couverts de terres agricoles et de petits villages jusqu'à l'altitude de 460 mètres ; au-dessus les forêts tropicales luxuriantes drapent les pentes jusqu'à ce que la forêt nuageuse prenne la suite à 900 mètres.
De nombreuses excursions et randonnées guidées sont organisées au sommet généralement à partir de Belmont Estate dans le village de St. Paul's. Du sommet, les vues sont exceptionnelles, y compris l'île entière et la mer des Caraïbes, ainsi que les îles voisines de Saba, Saint-Eustache, St. Barths, Saint-Martin, Antigua et Nevis.